# ГЕС Gejmån
ГЕС Gejmån — гідроелектростанція у північній частині Швеції. Використовує ресурс річки Gejmån, яка дренує кілька розташованих неподалік кордону з Норвегією озер і впадає у Stor Björkvattnet. З останнього виходить протока, що впадає праворуч в озеро Gardiken (становить частину верхньої течії однієї з основних шведських річок Умеельвен, яка в свою чергу впадає в Ботнічну затоку Балтійського моря біля міста Умео).
У межах проекту станції для накопичення ресурсу на виході Gejmån із озера Abelvatten звели кам'яно-накидну греблю висотою 18 метрів, яка утворює водосховище з корисним об'ємом 407 млн м3, що забезпечується коливанням рівня поверхні між позначками 652 та 667,6 метра НРМ. Дещо нижче за течією річки звели другу греблю висотою 9 метрів, котра контролює вихід із значно меншого озера Bleriken. Корисний об'єм останнього становить лише 9,3 млн м3 при коливанні рівня поверхні між 641 та 645,5 метра НРМ.
В той же час, рівень води у нижньому б'єфі станції Gejmån — озері Stor Björkvattnet — може коливатись між позначками 389 та 395 метрів НРМ (при цьому після спорудження греблі ГЕС Gardikfors рівень води в Gardiken може підніматись до тих же 395 метрів НРМ, перетворюючи обидва озера в одну водойму). Різниця у висоті між Bleriken та Stor Björkvattnet дозволяє станції працювати з номінальним напором у 251 метр, що є третім показником серед всіх ГЕС Швеції.
Зі сховища Bleriken через правобережний гірський масив проклали до машинного залу дериваційний тунель довжиною 1040 метрів з перетином 28 м2, для спорудження якого було потрібно вилучити 29 тис. м3 скельних порід. Всього ж обсяг виїмки таких порід під час будівництва комплексу сягнув 40 тис. м3, тоді як греблі потребували 420 тис. м3 матеріалу (в тому числі 265 тис. м3 скельного). Крім того, використали 12 тис. м3 залізобетону та 5 тис. м3 звичайного бетону.
Підземний машинний зал обладнали однією турбіною типу Френсіс потужністю 66 МВт, яка забезпечує виробництво 413 млн кВт-год електроенергії на рік.
В 2011 році греблю озера Abelvatten доповнили малою електростанцією потужністю 5 МВт. Крім того, провели підсилення греблі, котра тепер повинна витримати повінь, ймовірність якої оцінюється в один раз на 10 тисяч років.